# Paulina Starski

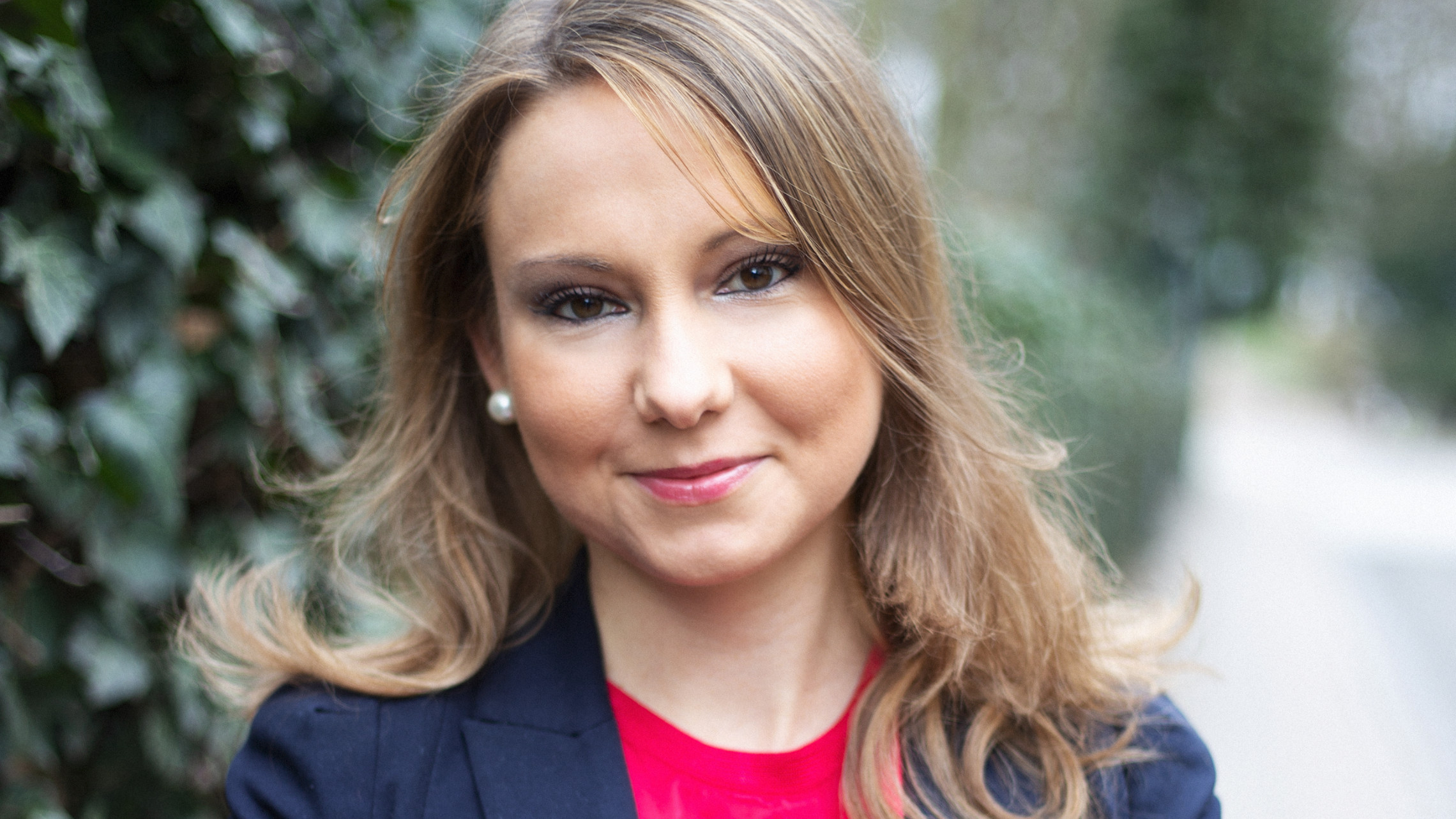
Paulina Starski (2020)

Paulina Starski (bürgerlich: Paulina Starski-Lutoborski) (* 1982) ist eine Rechtswissenschaftlerin und Professorin für Öffentliches Recht an der Albert-Ludwigs-Universität Freiburg.

## Leben
Starski studierte von 2001 bis 2007 Rechtswissenschaften an der Bucerius Law School in Hamburg mit einem Auslandsaufenthalt an der University of Sydney. Von 2007 bis 2013 war sie wissenschaftliche Mitarbeiterin am Lehrstuhl von Jörn Axel Kämmerer. Nach dem zweiten Staatsexamen 2013 wurde Starski wissenschaftliche Mitarbeiterin bei Wolfgang Hoffmann-Riem im Rahmen der Venedig-Kommission. 2013 wurde sie mit einer Arbeit über den „interföderalen Verwaltungsakt“ promoviert und war ab 2014 Habilitandin an der Bucerius Law School und Referentin am Max-Planck-Institut für ausländisches öffentliches Recht und Völkerrecht unter Anne Peters.
Ab 2013 übernahm Starski Lehraufträge und absolvierte Forschungsaufenthalte an der Universität Paderborn, der New York University, der Universität Sydney und der Universität Melbourne. Es folgten Lehrstuhlvertretungen an der Universität zu Köln, der Humboldt-Universität und der Universität Freiburg. 2020 habilitierte sie sich an der Bucerius Law School mit der Arbeit „The Unwilling or Unable State as a Challenge to International Law“ und erhielt die venia legendi für Öffentliches Recht, Völker- und Europarecht sowie Rechtsvergleichung.
Ab 2020 war Starski Professorin für Öffentliches Recht und Global Governance an der Universität Graz; 2022 übernahm sie die Leitung der Abteilung Europa- und Völkerrecht am Institut für Öffentliches Recht der Albert-Ludwigs-Universität Freiburg.
Im März 2023 wurde sie von den Bundesministern Karl Lauterbach, Marco Buschmann und der Bundesministerin Lisa Paus in die Kommission zur reproduktiven Selbstbestimmung und Fortpflanzungsmedizin berufen. Dort gehörte sie zur Arbeitsgruppe 1 – Möglichkeiten der Regulierung für den Schwangerschaftsabbruch außerhalb des Strafgesetzbuches. Die Arbeitsgruppe 1 übergab am 15. April 2024 den Bundesministern Karl Lauterbach, Marco Buschmann und Lisa Paus ihren Abschlussbericht.
Starski ist Mitglied der Jungen Akademie an der Berlin-Brandenburgischen Akademie der Wissenschaften und der Leopoldina.

## Forschungsschwerpunkte
Starski forscht im Völkerrecht schwerpunktmäßig zur Souveränität von Staaten sowie im europäischen und vergleichenden deutschen Verfassungs- und Verwaltungsrecht. Sie kommentiert die Artikel 27, 32 und 59 Grundgesetz im Münch/Kunig.

## Werke (Auswahl)
- Der interföderale Verwaltungsakt. Mohr Siebeck, Tübingen, 2014 (Dissertation), ISBN 978-3-16-153132-3.
- Silence within the process of normative change and the evolution of the prohibition on the use of force: normative volatility and legislative responsibility. Journal on the Use of Force and International Law 4/1 (2017), S. 14–65, doi:10.1080/20531702.2016.1268802.
- Right to Self-Defense, Attribution and the Non-State Actor. ZaöRV 75 (2015), S. 455–501, online.
- Die „Große Koalition“ als Problem des Verfassungsrechts – Recht auf effektive Opposition vs. Gleichheit der Abgeordneten. DÖV 18 (2016), S. 750–761.
- The US Airstrike against the Iraqi Intelligence Headquarters 1993. In: The Use of Force in International Law – a Case-based Approach. Oxford University Press, Oxford 2018, S. 504–526, doi:10.1093/law/9780198784357.001.0001.
- The Unwiling or Unable State as a Challenge to International Law. 2021 (Habilitationsschrift).